# لورنس بوب
لورنس بوب (بالإنجليزية: Laurence Pope)‏ هو دبلوماسي أمريكي، ولد في 1945 في نيو هيفن في الولايات المتحدة.